# Caius Antonius Hybrida
Caius Antonius Hybrida (? – Kr. e. 44 k.) római politikus, hadvezér. Az Antonia gens, egy előkelő plebeiusnemzetség tagja, Marcus Antonius Orator fia, M. Antonius Creticus fivére és a triumvir Marcus nagybátyja, illetve egy időben apósa volt. Fattyú jelentésű ragadványnevét gaztetteivel érdemelte ki: Plinius például homo semiferusnak, félvad embernek nevezte.
Sullával tartott a Mithridatész pontoszi király elleni háborúban, majd amikor felettese Kr. e. 83-ban visszatért Rómába, Görögországban maradt a lovasság egy részével, és végigrabolta a területet. Tevékenységéért Kr. e. 76-ban Julius Caesar megvádolta, végül Kr. e. 70-ben a censorok rövid időre kizárták a senatusból a szövetségesek megkárosítása miatt. Nem sokkal ezután aedilis lett, amely tisztségét nagy fényűzés keretében viselte. Kr. e. 65-ben praetor, Kr. e. 63-ban pedig consul lett, mindkét alkalommal Cicero volt a kollégája.
A legtöbb forrás szerint Antonius részt vett a Catilina-összeesküvésben, ami elképzelhető közismert pénzéhessége és extravaganciája alapján. Végül Cicero állította a konzervatív oldalra azzal, hogy a gazdag Macedonia provinciát ígérte neki consuli megbízatásának lejárta utánra. Ezért aztán haddal indult Lucius Sergius Catilina seregei ellen, de a volt barátja elleni győztes összecsapást nem személyesen vezette, hanem betegségre hivatkozva átadta legatusának, Marcus Petreiusnak az irányítást.
A háború végeztével átvette Macedonia irányítását. VI. Mithridatész pontoszi király halála után a provincia haderejével megszállta a felügyelet nélkül maradt fekete-tengeri görög gyarmatvárosokat. Ekkor a basztarnákkal került szembe, akik talán Boirebisztasz friss államának haderejét alkották. Ragadványnevét is innen, Hübrida városról kapta. Egészen Kr. e. 61-ig tartotta magát, de az év elején irigyei a senatusban a visszahívását fontolgatták. Cicero védte meg, akiről rebesgették, hogy a tartomány átadásáért cserében részt kapott az összeharácsolt zsákmányból. Antoniust Kr. e. 60-ban Caius Octavius, a későbbi Augustus császár apja váltotta fel a tartomány élén, őt magát pedig Kr. e. 59-ben megvádolták a tartomány kizsákmányolásával és a Catilina-összeesküvésben való részvétellel. Cicero ismét kiállt volt kollégájáért, aki ezután visszavonult Cephallenia Jón-tengeri szigetére, amelyet mintegy sajátjának tekintett. Sztrabón szerint külön várost is építtetett rajta.
Caesar hívta vissza Rómába a Kr. e. 40-es években. Utolsó adatunk róla az, hogy Kr. e. 44. elején a fővárosban tartózkodott. Feltehetően nem sokkal élte túl a dictatort.
Két lánya ismeretes, mindkettőjüket Antoniának hívták. Egyikük egy időben Hybrida unokaöccsének, Marcus Antoniusnak volt a felesége.